# Монгольское завоевание Каракитайского ханства
Монгольское завоевание Каракитайского ханства — военный поход монголов в ходе кампании по завоеванию Средней Азии.
Ещё до начала монгольского вторжения ханство было ослаблено войной с династией Хорезмшахов и узурпацией власти царевичем Кучлуком из племени найманов. Когда Кучлук осадил Алмалык, город, принадлежащим карлукам, которые были вассалами монголов, Чингисхан направил силы под командованием Джэбэ навстречу Кучлуку. После того, как тридцатитысячное войско царевича потерпело поражение от Джэбэ при Баласагуне, против Кучлука, который был непопулярным правителем, поднялось восстания, вынудив его бежать на территорию современного Афганистана, где он был схвачен в 1218 году и выдан монголам, которые обезглавили его. После победы над Каракитайским ханством монголы расширили свои границы до государства Хорезмшахов, в которое также вторглись в 1219 году.

## Предыстория
После того, как Чингисхан разбил найманов в 1204 году, царевич Кучлук бежал из своей родины, чтобы укрыться в Каракитайском ханстве. Гурхан Елюй Чжулху приветствовал Кучлука, назначил его своим советником и военачальником, а в конце концов и женил его на одной из своих дочерей. Однако во время войны с государством Хорезмшахов Кучлук инициировал государственный переворот против Чжулху. После того, как Кучлук захватил власть Чжулху стал только номинальным правителем. Когда гурхан умер в 1213 году, Кучлук принял непосредственное правление ханством.
Кучлук с рождения исповедовал несторианство, однако затем, прибыв в ханство, обратился в буддизм и начал притеснять мусульман, коих в стране было большинство, заставляя их обращаться либо в буддизм, либо в христианство, что в итоге послужило причиной для недовольства большинства населения. Когда Кучлук осадил город карлуков Алмалык и убил его правителя карлукского хана Бузара, его вдова, считавшая себя вассалом монголов, запросила помощи у Чингисхана.

## Вторжение монголов
В 1216 году, после того, как Мухаммед II из династии Хорезмшахов не пришёл на помощь Кучлуку, Чингисхан отрядил своего сына Джэбэ с двумя туменами (20 000 солдат) для борьбы с ханством, а также отправил Субэдэя с ещё двумя туменами в поход против меркитов. Две армии шли бок о бок друг с другом через Алтай и Тарбагатайские горы до прибытия в Алмалык. В этот момент Субэдэй повернул к юго-западу, разбив меркитов и защищая фланг Джэбэ на случай внезапного нападения из Хорезма.
Джэбэ снял вражескую осаду с Алмалыка, а затем перешёл к югу от озера Балхаш в земли Каракитайского ханства, где он осадил столицу Баласагун. Там Джэбэ разгромил 30-тысячную ханскую армию, после чего Кучлук бежал в Кашгар. Воспользовавшись беспорядками в ханстве Кучлука, Джэбэ получил поддержку со стороны мусульманского населения, заявив, что религиозные преследования прекращаются. Когда армии Джэбэ прибыли в Кашгар в 1217 году, местное население восстало и повернулось против Кучлука, заставив его бежать и спасать свою жизнь. Кучлука преследовали в горах Памира в Бадахшане, что находится в современном Афганистане. По данным Ата-Малик Джувейни, группа охотников поймала Кучлука и передала его монголам, которые тут же обезглавили его.

## Последствия
Со смертью Кучлука монголы полностью поставили ханство под свой непосредственный контроль. Также часть ханства под властью династии Бурак Хаджиб перешла под власть монголов.